# Pseudosavalania
Pseudosavalania is een geslacht van rechtvleugeligen uit de familie Eumastacidae. De wetenschappelijke naam van dit geslacht is voor het eerst geldig gepubliceerd in 1973 door Demirsoy.

## Soorten
Het geslacht Pseudosavalania  is monotypisch en omvat slechts de volgende soort:
- Pseudosavalania karabagi (Demirsoy, 1973)